# Indicatore (controllo di gestione)
Nel controllo di gestione, con il termine indicatore si intende un parametro od un valore derivato da parametri capace di fornire un'informazione sintetica relativa ad uno specifico fenomeno, che possa risultare utile ai potenziali utenti.
In particolare, se si vuole ad esempio definire un parametro che aiuti a capire l'economicità ad esempio dei pasti erogati in una mensa, a partire dalla rilevazione del costo pieno dell'attività di mensa in un anno dato e dalla misura del numero di pasti erogati, si può costruire il semplice indicatore seguente:
{\displaystyle C_{p}={\frac {C_{T}}{N_{p}}}}
Dove:
- Cp = costo del singolo pasto
- CT = costo totale della gestione nell'anno considerato
- Np = numero totale dei pasti erogati nell'anno considerato

Dal confronto di eguali indicatori su diverse strutture o su diversi periodi temporali, si possono ricavare informazioni utili per governare la gestione verso risultati sempre più in linea con quelli attesi.
Da ritenere che nell'esempio citato ci si è volutamente limitati a definire un indicatore semplificato. In realtà sarebbe riduttivo confrontare unicamente i costi rispetto al numero di pasti erogati per ottenere un confronto di diverse strutture o di strutture su periodi temporali. Infatti sia l'organizzazione delle differenti strutture, sia parametri esterni quali la situazione quadro del contesto, sia l'evoluzione del mercato nel tempo, contribuiscono a determinare la consistenza di un indicatore di questo tipo.